# Samuel Mauger
Pour les articles homonymes, voir Mauger.
Samuel Mauger, né le 12 novembre 1857 à Geelong et mort le 26 juin 1936 à Melbourne, est un syndicaliste et homme politique australien.

## Biographie

### Jeunesse
Il est fils d'un charpentier, et de colons venus de Guernesey. Il commence à travailler dans de petits emplois à un jeune âge, et à 18 ans devient l'apprenti d'un chapelier à Melbourne. Il donne ensuite des cours d'interprétation de la Bible dans une église anglicane, puis fonde une association de pompiers volontaires. Devenu président du Comité métropolitain des brigades du feu, il contribue à obtenir du gouvernement du Victoria des droits pour les pompiers : congés, promotion au mérite, pension de retraite. Il demeure dans le même temps employé d'un chapelier, préside un temps le syndicat ouvrier de cette profession, et aide les ouvrières tailleuses du Victoria à créer leur propre syndicat. En 1889 il crée sa propre petite entreprise de chapelier à Fitzroy.
En 1894 il devient secrétaire de l'Association protectionniste, et en 1895 secrétaire de la Ligue nationale du Victoria contre les ateliers de misère ; il milite très activement pour que soient règlementées et améliorées les conditions de travail dans les usines, rencontrant notamment le Premier ministre James Patterson (en) et témoignant auprès de commissions parlementaires. Il promeut un protectionnisme qui se définisse non seulement par des droits de douane pour protéger les emplois locaux mais aussi par des lois devant améliorer et protéger les salaires et les conditions de travail des ouvriers.

### Carrière politique
En 1899, à l'occasion d'une élection partielle, il entre à l'Assemblée législative du Victoria comme député libéral indépendant. Aux premières élections fédérales en 1901 il est élu député de la circonscription des ports de Melbourne à la Chambre des représentants d'Australie, avec l'étiquette du Parti protectionniste. Membre de l'aile gauche du parti, il est proche à certains égards du Parti travailliste, et soutient le gouvernement travailliste minoritaire formé en 1904. Dans les années qui suivent, il milite pour la tempérance contre l'alcool, et demande notamment une politique de prohibition dans le territoire de Papouasie pour protéger les autochtones contre l'alcool. Fait ministre sans portefeuille en 1906 dans le gouvernement d'Alfred Deakin, il est promu en 1907 ministre des Postes, et interdit la vente par voie postale ou téléphonique d'écrits indécents, de remèdes charlatans, de tickets de loterie et de jeux d'argent. Le gouvernement doit toutefois démissionner en 1908, n'ayant pas la confiance du Parlement.
Samuel Mauger demande en vain l'inscription dans la Constitution de l'Australie de règles protégeant les salaires et les conditions de travail à travers tous les États de la fédération. En 1909, lorsque le Parti protectionniste et le Parti pour le libre-échange fusionnent en un Parti libéral, il le rejoint malgré l'opposition du nouveau parti à cette mesure. En conséquence, aux élections  de 1910, il est battu dans sa circonscription par le candidat travailliste. Il se présente sans succès aux élections sénatoriales de 1913 et de 1914, et se consacre alors à des engagements caritatifs, devenant notamment en 1914 président de la commission d'aide aux chômeurs de Melbourne ; il s'engage également dans des associations caritatives pour la protection des enfants, l'accès des ouvriers à l'éducation ou encore la réhabilitation des prisonniers. Il promeut également et obtient la fermeture des pubs à 18h dans le Victoria, et effectue une tournée au Royaume-Uni pour y parler de droits au travail et de lutte contre l'alcoolisme. Il meurt en 1936 à l'âge de 78 ans, et reçoit lors de ses obsèques à Melbourne une garde d'honneur de pompiers.